# Nigel Tier
Nigel Tier (3 de octubre de 1958) es un deportista británico que compitió en bádminton para Inglaterra en la modalidad de dobles mixto.
Ganó una medalla de bronce en el Campeonato Mundial de Bádminton de 1985 y dos medallas en el Campeonato Europeo de Bádminton, plata en 1986 y bronce en 1984.

## Palmarés internacional
| Representando a Inglaterra |                       |                   |              |
| Campeonato Mundial         |                       |                   |              |
| Año                        | Lugar                 | Medalla           | Prueba       |
| 1985                       | Calgary (Canadá)      | Medalla de bronce | Dobles mixto |
| Campeonato Europeo         |                       |                   |              |
| Año                        | Lugar                 | Medalla           | Prueba       |
| 1984                       | Preston (Reino Unido) | Medalla de bronce | Dobles mixto |
| 1986                       | Uppsala (Suecia)      | Medalla de plata  | Dobles mixto |